# Mirbelia oxylobioides
Mirbelia oxylobioides är en ärtväxtart som beskrevs av Ferdinand von Mueller. Mirbelia oxylobioides ingår i släktet Mirbelia och familjen ärtväxter. Inga underarter finns listade i Catalogue of Life.